# Сеабра (мікрорегіон)
Сеабра (порт. Microrregião de Seabra) — мікрорегіон в Бразилії, входить в штат Баїя. Складова частина мезорегіону Південно-центральна частина штату Баїя. Населення становить 263 165 чоловік на 2005 рік. Займає площу 20 369.493 км². Густота населення — 12.9 чол./км².

## Склад мікрорегіону
До складу мікрорегіону включені наступні муніципалітети:
1. Абаїра
2. Андараї
3. Барра-да-Естіва
4. Бонінал
5. Боніту
6. Контендас-ду-Сінкора
7. Ібікоара
8. Ітаете
9. Жусіапі
10. Ленсойс
11. Мукуже
12. Нова-Реденсан
13. Палмейрас
14. Піатан
15. Ріу-ді-Контас
16. Сеабра
17. Утінга
18. Вагнер

| Бразилія | Це незавершена стаття з географії Бразилії. Ви можете допомогти проєкту, виправивши або дописавши її. |